# Haematomma
Гематомма (Haematomma) — рід лишайників родини Haematommataceae. Назва вперше опублікована 1852 року.

## Будова
Рід містить лишайники, що утворюють пухирчасті чи порошкоподібні слані на різних субстратах. У гематоми вітрової (Haematomma ventosum) слань товста, з криваво-червоними апотеціями. Цей вид зазвичай зустрічається в горах в Арктиці.

## Поширення та середовище існування
Поширений у тропічному та помірному кліматі. Зростає на корі дерев, скалах тощо.

## Галерея

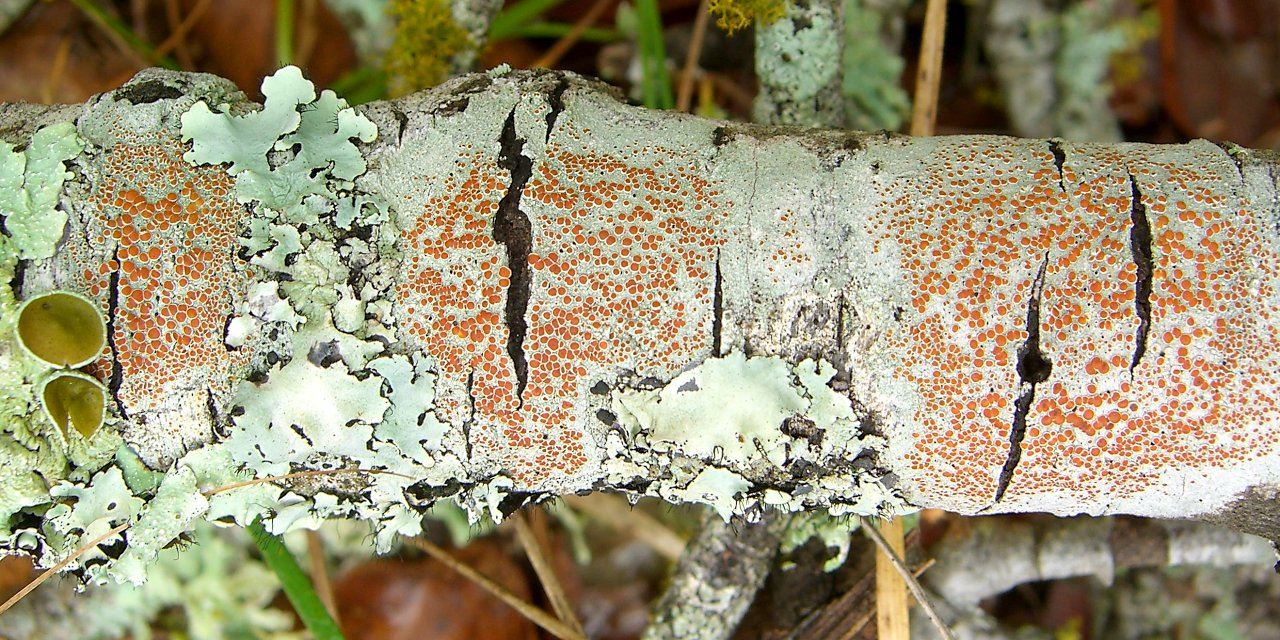
Haematomma accolens
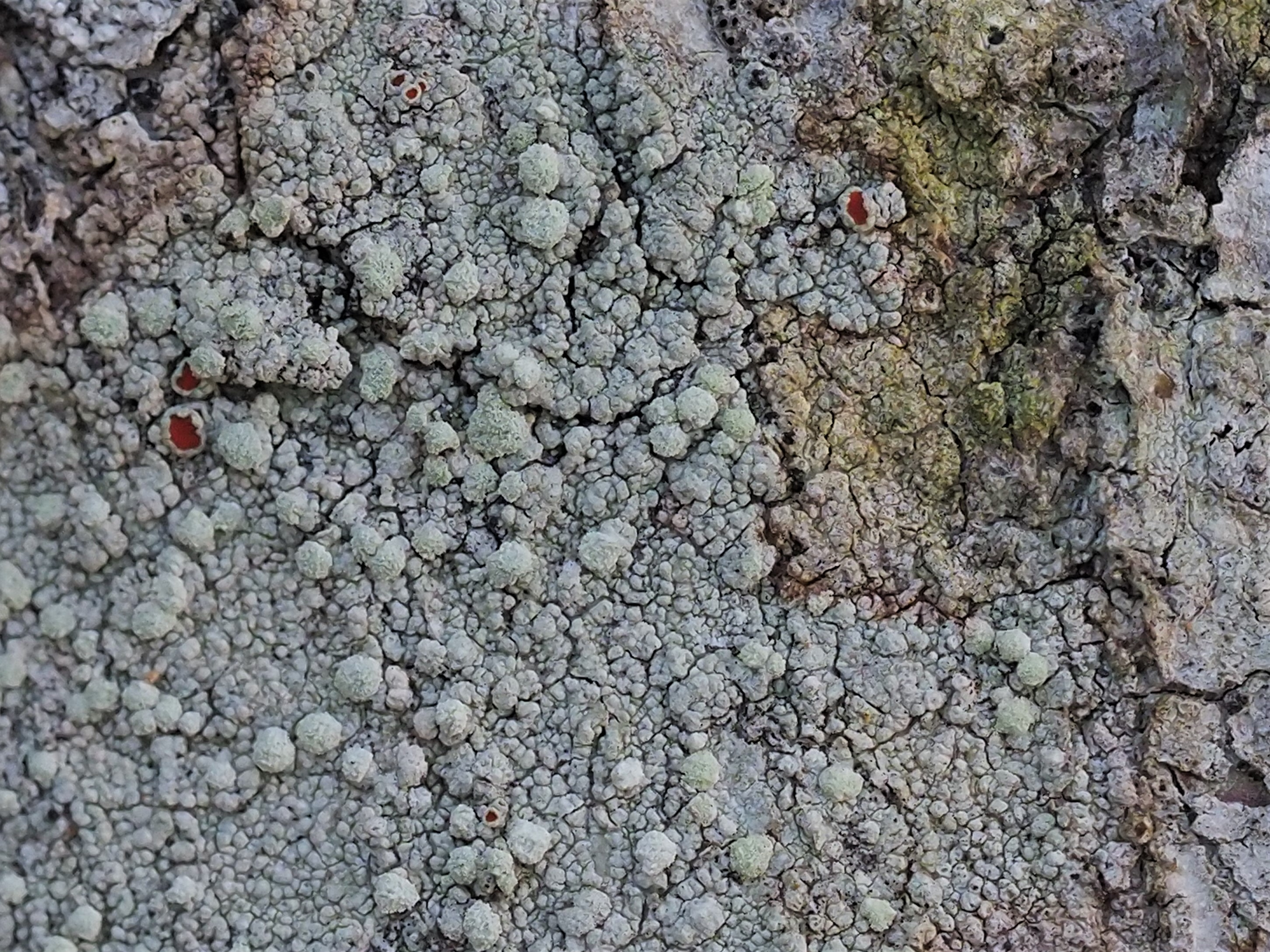
Haematomma guyanense
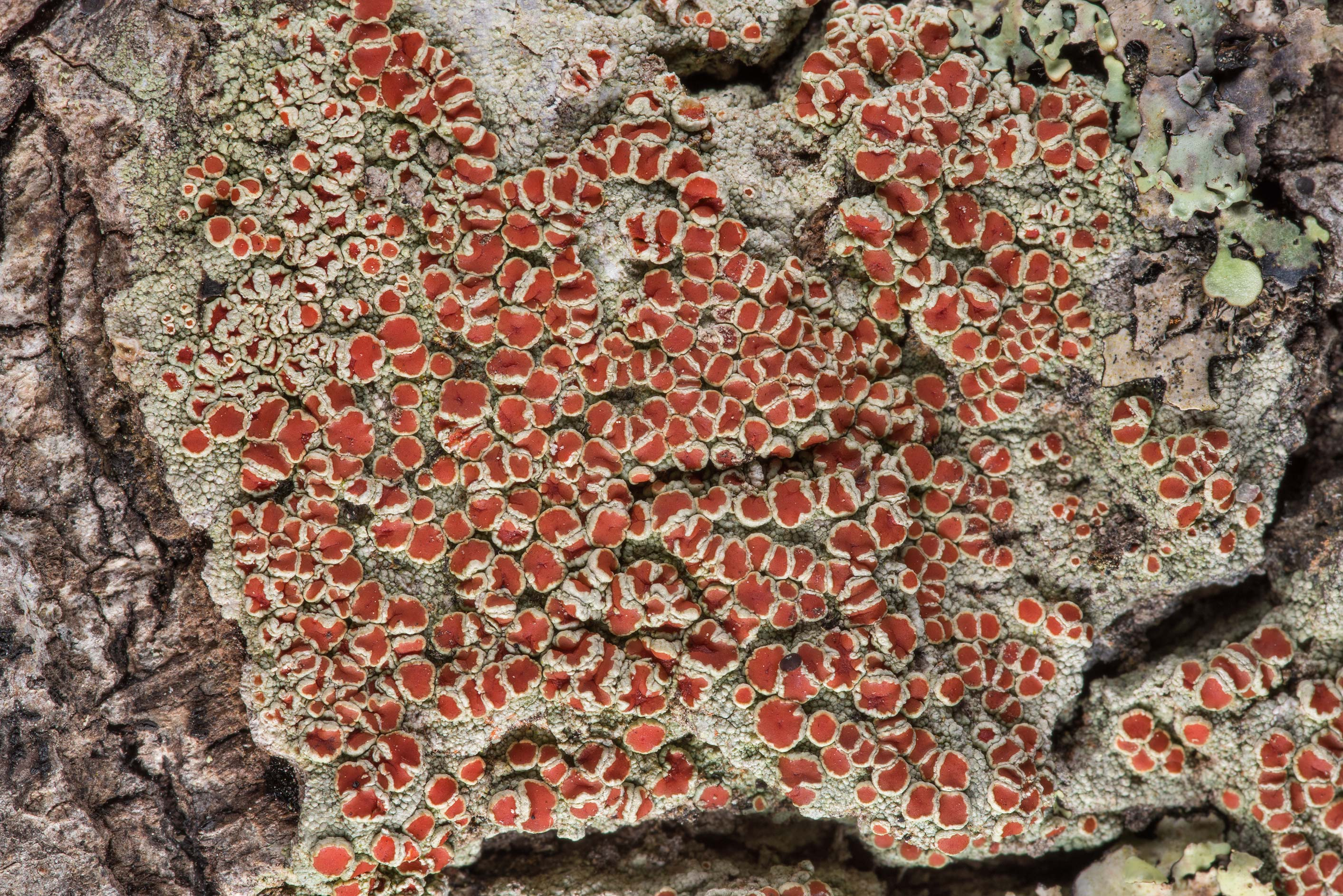
Haematomma persoonii